# John Malkovich
John Malkovich, né le 9 décembre 1953 à Christopher, Illinois (États-Unis) est un acteur, réalisateur, producteur, scénariste et styliste américain.
Malkovich participe au tournage de plus de soixante-dix films, interprétant de nombreux rôles dans des registres totalement différents. Il est nommé deux fois à l'Oscar du meilleur acteur dans un second rôle, pour Les Saisons du cœur (1984) et Dans la ligne de mire (1993). Il est récompensé par divers prix pour ses interprétations dans des films tels La Déchirure (1984), Les Liaisons dangereuses (1988), Dans la peau de John Malkovich (1999) et L'Échange (2008).
Peut-être plus encore que son jeu d'acteur ou son visage, c'est sans doute sa voix qui caractérise le mieux l'acteur : « une voix traînante, nasillarde et légèrement orgasmique », selon le quotidien britannique The Guardian, qui ajoute : « il est possible qu'aucun acteur ne se soit autant distingué du point de vue vocal depuis Cary Grant ». Francophone, il reçoit en 2008 le Molière du metteur en scène pour la pièce de théâtre Good Canary.

## Biographie

### Carrière
John Gavin Malkovich est d'origine croate par son père, ainsi qu'allemand et britannique par sa mère. Il a pour fratrie un frère aîné, Danny, et trois sœurs plus jeunes, Amanda, Rebecca et Melissa . Passionné de théâtre, il crée sa propre troupe à l'université où il met en scène et interprète des pièces. Après ses études, il rejoint la Steppenwolf Theater Company en 1976 où, six années durant, il joue, met en scène et crée les décors de plus de cinquante productions, dont Mort d'un commis voyageur. C'est à cette époque qu'il rencontre Gary Sinise. Il s'affiche à New York, à Londres et à Los Angeles. Il remporte plusieurs récompenses, notamment le Obie Award.
Après deux apparitions à la télévision en 1981, il débute au cinéma dans True West en 1983. Pour son rôle dans Les Saisons du cœur, il est nommé à l'Oscar du meilleur acteur dans un second rôle. Il tourne avec Dustin Hoffman dans Mort d'un commis voyageur, sous la direction de Volker Schlöndorff, puis dans La Déchirure, mais c'est Steven Spielberg qui lui donne son premier grand rôle au cinéma dans l’Empire du soleil. Le rôle qui le révèle est sans doute celui du célèbre Valmont dans Les Liaisons dangereuses, un film réalisé par Stephen Frears où John Malkovich joue aux côtés de Glenn Close, Michelle Pfeiffer et la jeune Uma Thurman.
Par la suite, Malkovich participe avec son ami Gary Sinise à l'adaptation de l'œuvre de John Steinbeck, Des souris et des hommes. En 1994, il est nommé à un autre Oscar dans la même catégorie pour son rôle de Mitch Leary dans le film de Wolfgang Petersen, Dans la ligne de mire. En 1999, il participe au projet de Charlie Kaufman, Dans la peau de John Malkovich, réalisé par Spike Jonze, où il interprète différentes versions de lui-même. Kaufman l'invite sur son film suivant, Adaptation, également réalisé par Jonze, où Malkovich fait un caméo. La Danse de l'oubli marque les débuts de John Malkovich derrière la caméra en 2002.
Il tourne depuis les années 2000 dans de nombreux films, couvrant un large éventail des genres cinématographiques : les adaptations télévisées des Misérables (2000) et de la vie de Napoléon (2002), la comédie avec Johnny English (2003), H2G2 : le Guide du voyageur galactique (2005) et Burn After Reading (2008), les biopics avec Appelez-moi Kubrick (2005) et Klimt (2006), le fantasy avec Eragon (2006) et La Légende de Beowulf (2007) ou le drame avec L'Échange (2008) et Disgrâce (2009). Il a également été producteur de plusieurs films, dont le film de Jason Reitman, Juno, sorti en 2008.

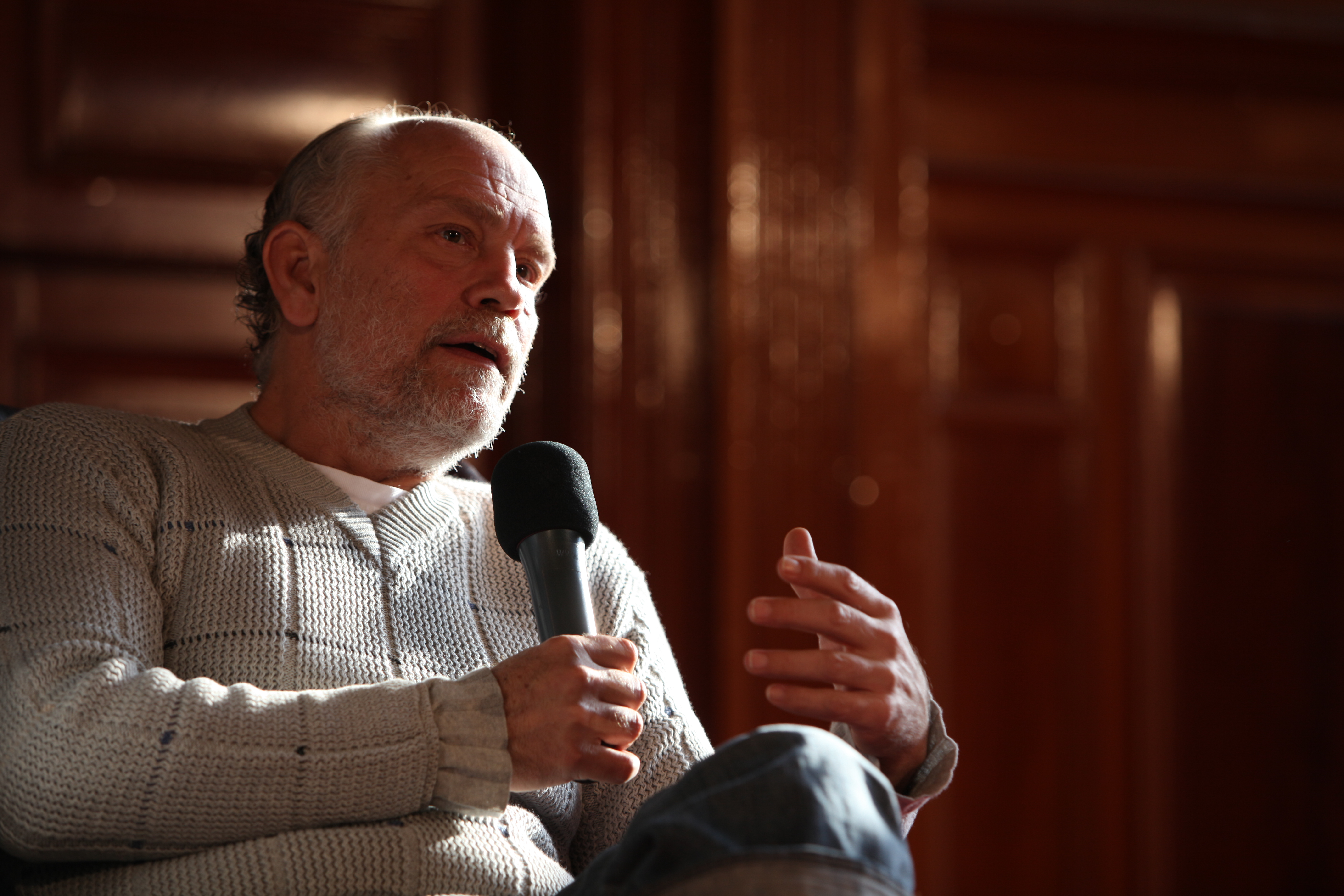
John Malkovich en 2009.

Malkovich se tourne vers la mise en scène en 2008 et reçoit le Molière du metteur en scène pour Good Canary. Il est nommé parmi les douze acteurs les plus prometteurs de 1984 par John Willis pour son rôle dans La Déchirure et 70e des 100 stars les plus sexy de l'histoire du cinéma en 1995 par le magazine britannique Empire. En 2010, il préside le jury du 10e Festival international du film de Marrakech, avec notamment Dominic Cooper, Maggie Cheung et Gael Garcia Bernal dans son jury. 
En janvier 2017, il lance sa première ligne de prêt-à-porter pour homme avec un site de vente en ligne qui connaît un réel succès auprès du public et des médias,,,,. En août suivant, il préside le jury du 10e Festival du film francophone d'Angoulême, qui est notamment composé de Claire Chazal, Philippe Besson et Laura Smet. En septembre 2017, il préside le jury du 65e Festival international du film de Saint-Sébastien, composé de Fabio Cianchetti, Dolores Fonzi, William Oldroyd, Emma Suárez et Paula Vaccaro.

### Vie privée
John Malkovich est marié avec Glenne Headly de 1982 à 1988. Après avoir fréquenté Glenn Close et Michelle Pfeiffer, ses partenaires des Liaisons dangereuses, il se remarie en 1989 avec Nicoletta Peyran rencontrée sur le plateau de Un thé au Sahara, où elle est alors seconde assistante du réalisateur Bernardo Bertolucci. Ils ont ensemble une fille, Amandine, ainsi qu'un fils, Loewy.
Il s'est établi avec sa famille en France, à Bonnieux dans le Vaucluse, pendant neuf ans. Il habite aux États-Unis près de Boston (à Cambridge) depuis le début des années 2000. Il parle très bien français et se dit fervent francophile. John Malkovich est copropriétaire du restaurant Bica do Sapato et du club Lux à Lisbonne au Portugal, une ville qu'il affectionne tout particulièrement[réf. nécessaire].
Il a perdu plusieurs millions avec le scandale de la chaîne de Ponzi de Bernard Madoff, lors de sa banqueroute en 2008. Mais John Malkovich reste très stoïque sur ce sujet : « Pendant longtemps, je n'ai pas eu d'argent. J'étais très heureux, donc ça ne m'ennuyait pas. Madoff m'a ruiné financièrement, mais je ne pense pas que ce soit important… J'ai eu une vie tellement incroyable et j’ai eu tellement de chance que ce n'est pas si grave. »
En février 2015, le journal Le Monde avance que John Malkovich figure sur la liste des clients qui fraudaient le fisc grâce à une succursale suisse de la banque britannique HSBC, auprès de laquelle il possédait un compte. L'acteur attaque alors le journal en diffamation, son avocat arguant que « Malkovich aurait bien été titulaire d'un compte-titres en Suisse, mais entre 1994 et 1999 dans un établissement qui a été, plus tard, acquis par HSBC PB », affirmant en outre que « ce compte avait été déclaré à l'administration fiscale américaine ». Par jugement de la 17e Chambre correctionnelle du tribunal de grande instance de Paris en date du 7 octobre 2016, le journal et ses deux journalistes ont été condamnés pour diffamation publique envers l'acteur. Cette condamnation est confirmée le 24 mai 2017 par la cour d'appel de Paris. Les journalistes Gérard Davet et Fabrice Lhomme ont été astreints à payer chacun une amende de 1 500 euros, et le directeur de la publication à 1 000 euros d’amende. Tous trois ont été condamnés à verser solidairement au total 10 000 euros de dommages et intérêts à John Malkovich.

## Théâtre

### Metteur en scène
- 2002 : Hysteria de Terry Johnson, Théâtre Marigny
- 2007 : Good Canary de Zach Helm, Théâtre Comedia
- 2012 : Les Liaisons dangereuses de Choderlos de Laclos, Théâtre de l'Atelier[20]

### Comédien
- 2011 : The Giacomo Variations d'après Histoire de ma vie de Giacomo Casanova, musique Wolfgang Amadeus Mozart, livret Lorenzo da Ponte, mise en scène Michael Sturminger, direction musicale Martin Haselböck, Opéra de Sydney, Philharmonie Luxembourg, Opéra royal du château de Versailles.
- 2019 : Bitter wheat de et mise en scène David Mamet, Garrick Theatre (Londres)

## Filmographie

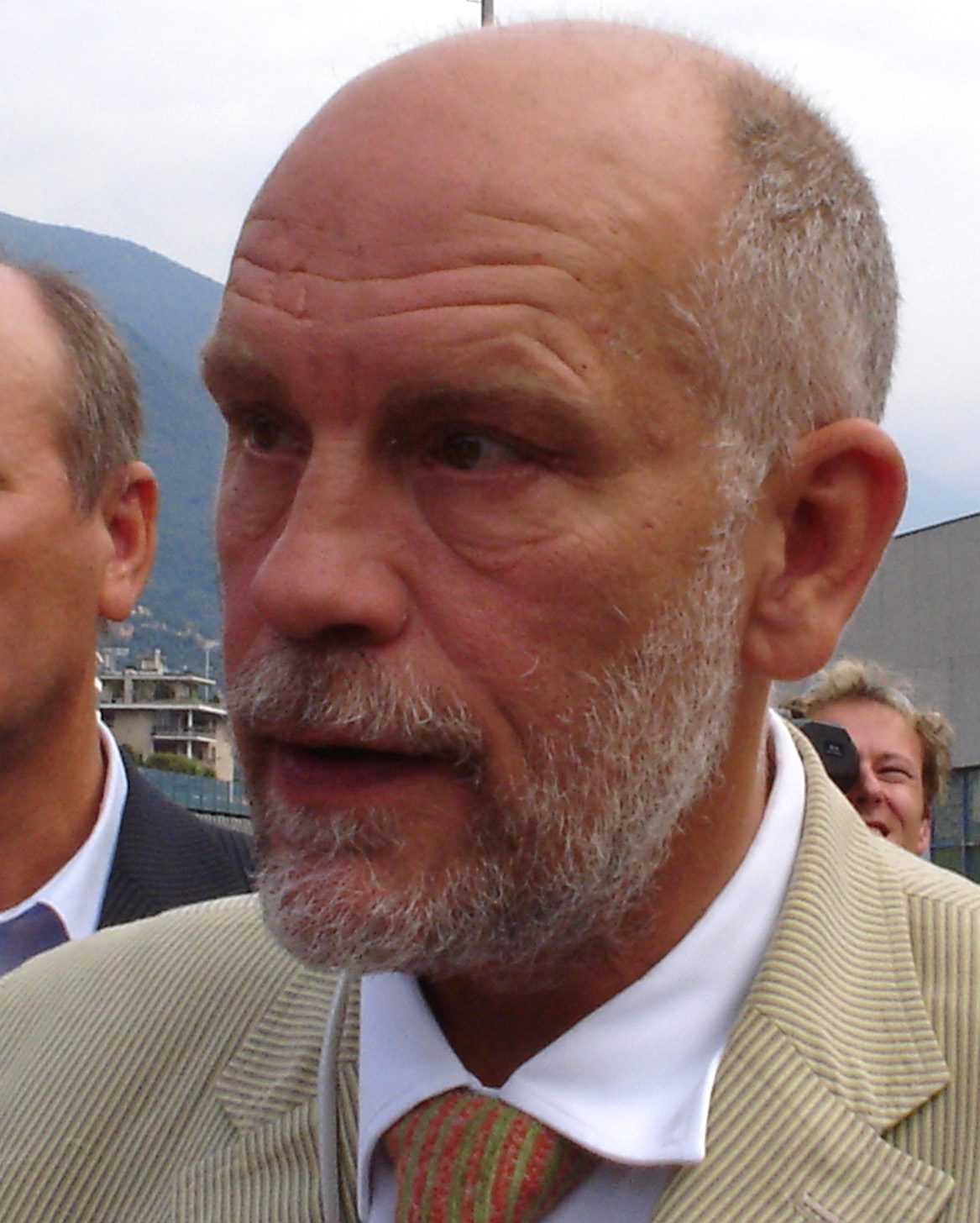
Malkovich lors du 58e festival de Locarno.

### Comme acteur

#### Cinéma

##### Années 1980
- 1984 : Les Saisons du cœur (Places in the Heart) de Robert Benton : M. Will
- 1984 : La Déchirure (The Killing Fields) de Roland Joffé : Alan « Al » Rockoff
- 1985 : Eleni de Peter Yates : Nicholas « Nick » Gage
- 1985 : Mort d'un commis voyageur (Death of a Salesman) de Volker Schlöndorff : Biff Loman
- 1987 : Et la femme créa l'homme parfait (Making Mr. Right) de Susan Seidelman : Dr. Jeff Peters / Ulysse
- 1987 : La Ménagerie de verre (The Glass Menagerie) de Paul Newman : Tom Wingfield
- 1987 : Empire du soleil (Empire of the Sun) de Steven Spielberg : Basie
- 1987 : Santabear's High Flying Adventure : Père Noël (voix)
- 1988 : Rien à perdre (Miles from Home) de Gary Sinise : Barry Maxwell
- 1988 : Les Liaisons dangereuses (Dangerous Liaisons) de Stephen Frears : Vicomte de Valmont

##### Années 1990
- 1990 : Un thé au Sahara (The Sheltering Sky) de Bernardo Bertolucci : Port Moresby
- 1991 : Bienvenue au club (Queens Logic) de Steve Rash : Eliot
- 1991 : Les Imposteurs (Object of Beauty) de Michael Lindsay-Hogg : Jake
- 1992 : Ombres et Brouillard (Shadows and Fog) de Woody Allen : Clown
- 1992 : Des souris et des hommes (Of Mice and Men) de Gary Sinise : Lennie Small
- 1992 : Jennifer 8 (Jennifer Eight) de Bruce Robinson : Agent St. Anne
- 1993 : Les Survivants (Alive) de Frank Marshal : Carlitos âgé / narrateur
- 1993 : Dans la ligne de mire (In the Line of Fire) de Wolfgang Petersen : Mitch Leary / John Booth / James Carney
- 1995 : Par-delà les nuages (Al di là delle nuvole) de Michelangelo Antonioni : le réalisateur
- 1995 : Le Couvent (O Convento) de Manoel de Oliveira : Michael
- 1996 : Mary Reilly de Stephen Frears : Dr. Henry Jekyll / M. Edward Hyde
- 1996 : Les Hommes de l'ombre (Mulholland Falls) de Lee Tamahori: Général Thomas Timms
- 1996 : Portrait de femme (The Portrait of a Lady) de Jane Campion : Gilbert Osmond
- 1996 : Le Roi des aulnes (Der Unhold) de Volker Schlöndorff : Abel Tiffauges
- 1997 : Les Ailes de l'enfer (Con air) de Simon West : Cyrus Grissom alias Cyrus le Virus
- 1998 : L'Homme au masque de fer (The Man in the Iron Mask) de Randall Wallace : Athos
- 1998 : Les Joueurs (Rounders) de John Dahl : Teddy KGB
- 1999 : Ladies Room : Roberto
- 1999 : Le Temps retrouvé de Raoul Ruiz : le Baron de Charlus
- 1999 : Dans la peau de John Malkovich (Being John Malkovich) de Spike Jonze : John Horatio Malkovich
- 1999 : Jeanne d'Arc de Luc Besson : Charles VII
- 1999 : Citizen Welles (RKO 281) : Herman J. Mankiewicz

##### Années 2000
- 2000 : L'Ombre du vampire (Shadow of the Vampire) de E. Elias Merhige : Friedrich Wilhelm Murnau
- 2001 : Les Âmes fortes de Raoul Ruiz : Monsieur Numance
- 2001 : Je rentre à la maison de Manoel de Oliveira : John Crawford
- 2001 : Hotel de Mike Figgis : Omar Jonnson
- 2001 : Les Hommes de main (Knockaround Guys) de David Levien et Brian Koppelman : Teddy Deserve
- 2002 : Hideous Man : Narrateur
- 2002 : Ripley's Game de Liliana Cavani : Tom Ripley
- 2003 : Johnny English de Peter Howitt : Pascal Sauvage
- 2003 : Dancer Upstairs (The Dancer Upstairs) de lui-même : Abimael Guzman
- 2003 : Un film parlé (Um Filme Falado) de Manoel de Oliveira : Commandant John Walesa
- 2004 : Rochester, le dernier des libertins (The Libertine) de Laurence Dunmore : le Roi Charles II
- 2004 : Wolf Tracer's Dinosaur Island : Blake
- 2005 : H2G2 : Le Guide du voyageur galactique (The Hitchhiker's Guide to the Galaxy) de Garth Jennings : Humma Kavula
- 2005 : Appelez-moi Kubrick (Colour Me Kubrick: A True...ish Story) de Brian W. Cook : Alan Conway
- 2006 : Art School Confidential de Terry Zwigoff : le Professeur Sandiford
- 2006 : Eragon de Stefen Fangmeier : Galbatorix
- 2006 : Klimt de Raoul Ruiz : Gustav Klimt
- 2007 : Drunkboat de Bob Meyer : Mort
- 2007 : La Légende de Beowulf (Beowulf) de Robert Zemeckis : Unferth
- 2008 : In tranzit de Tom Roberts : Pavlov
- 2008 : The Mutant Chronicles de Simon Hunter : Constantine
- 2008 : Gardens of the Night de Damian Harris : Michael
- 2008 : Burn After Reading de Joel et Ethan Coen : Osbourne Cox
- 2008 : L'Échange (Changeling) de Clint Eastwood : le Révérend Gustav Briegleb
- 2008 : Mister Showman (The Great Buck Howard) de Sean McGinly (en) : Buck Howard
- 2008 : Disgrâce de Steve Jacobs : David Lurie
- 2008 : Et après de Gilles Bourdos : Dr Joseph Kay

##### Années 2010
- 2010 : Secretariat de Randall Wallace : Lucien Laurin
- 2010 : Jonah Hex de Jimmy Hayward : Quentin Turnbull
- 2010 : Red de Robert Schwentke : Marvin Boggs
- 2010 : Drunkboat de Bob Meyer : Mort
- 2011 : Transformers 3 : La Face cachée de la Lune (Transformers: Dark of the Moon) de Michael Bay : Bruce
- 2011 : Le Clan des gangsters (Educazione siberiana) de Gabriele Salvatores : Kuzja
- 2012 : Warm Bodies de Jonathan Levine : le général Grigrio
- 2012 : Les Lignes de Wellington (As linhas de Torres Vedras) de Raoul Ruiz et Valeria Sarmiento : le duc de Wellington
- 2013 : Red 2 de Dean Parisot : Marvin Boggs
- 2014 : Cesar Chavez: An American Hero (Cesar Chavez) de Diego Luna : Bogdanovitch
- 2014 : Casanova Variations de Michael Sturminger : Giacomo
- 2014 : Les Pingouins de Madagascar (Penguins of Madagascar) de Simon J. Smith : Dave (voix)
- 2014 : Hell Town (Cut Bank) de Matt Shakman : le shérif Vogel
- 2015 : Dominion de Steven Bernstein (en) : Dr. Felton
- 2015[21] : 100 Years, de Robert Rodriguez
- 2016 : Zoolander 2 de Ben Stiller : Chazz Spencer
- 2016 : Deepwater (Deepwater Horizon) de Peter Berg : Donald Vidrine
- 2017 : Conspiracy (Unlocked) de Michael Apted : Bob Hunter
- 2017 : I Love You, Daddy de Louis C.K. : Leslie Goodwin
- 2017 : The Wilde Wedding (en) de Damian Harris : Laurence
- 2017 : Supercon de Zak Knutson : Sid Newberry
- 2017 : Bullet Head de Paul Solet : Walker
- 2017 : De l'amour 2 : Seulement pour adultes (Про любовь 2. Только для врозлых) d'Anna Melikian : Ed
- 2018 : 22 Miles (Mile 22) de Peter Berg : James Bishop
- 2018 : Bird Box de Susanne Bier : Douglas
- 2019 : Velvet Buzzsaw de Dan Gilroy : Piers
- 2019 : Valley of the Gods de Lech Majewski : Wes Taurus
- 2019 : Extremely Wicked, Shockingly Evil and Vile de Joe Berlinger : le juge Edward Cowart

##### Années 2020
- 2020 : Ava de Tate Taylor[22] : Duke
- 2020 : Arkansas de Clark Duke : Bright
- 2021 : Hostage Game de Jon Keeyes : Sam Nelson
- 2021 : The Survivalist de Jon Keeyes : Aaron Ramsey
- 2022 : Shattered de Luis Prieto (en) : Ronald
- 2022 : White Elephant de Jesse V. Johnson : Glen Follett
- 2022 : Lavé par le sang (Savage Salvation) de Randall Emmett : Peter
- 2022 : Mindcage de Mauro Borrelli : Arnaud Lefeuvre "L'Artiste"
- 2022 : Seneca de Robert Schwentke : Seneca
- 2023 : Fool's Paradise de Charlie Day : Ed Cote
- 2023 : The Line de Ethan Berger : Beach Miller
- 2023 : One Ranger de Jesse V. Johnson : Geddes
- 2023 : Complètement cramé ! de Gilles Legardinier : Andrew Blake
- 2025 : A Winter's Journey d'Alex Helfrecht : Leiermann
- 2025 : In the Hand of Dante de Julian Schnabel
- 2025 : Opus de Mark Anthony Green : Alfred Moretti
- 2025 : The Yellow Tie de Serge Ioan Celebidachi : Sergiu Celibidache
- 2025 : Sacrifice de Romain Gavras

#### Télévision
- 1981 : Word of Honor (en) : Gary
- 1981 : American Dream
- 1983 : Say Goodnight, Gracie
- 1984 : American Playhouse : Lee
- 1985 : Mort d'un commis voyageur (Death of a Salesman) (TV) : Biff Loman
- 1986 : Rocket to the Moon (TV) : Ben Stark
- 1991 : Old Times (TV) : Deeley
- 1994 : Heart of Darkness (TV) : Kurtz
- 2000 : Les Misérables (TV) de Josée Dayan : Javert
- 2002 : Napoléon (TV) de Yves Simoneau : Talleyrand
- 2008 : In Tranzit de Tom Roberts : Pavlov
- 2010 : Cubed : John Malkovich (caméo)
- 2014 : Crossbones : Edward Teach / Barbe Noire
- 2018 : Billions : Grigor Andolov[23]
- 2018 : ABC contre Poirot (The ABC Murders) (mini-série) : Hercule Poirot
- 2019 : The New Pope de Paolo Sorrentino : Sir John Brannox (pape Jean-Paul III)
- 2020 : Space Force :  Dr. Adrian Mallory (10 épisodes)
- 2021 : Unsinkable : Pollard (11 épisodes)
- 2023 : The New Look de Julia Ducournau : Lucien Lelong
- 2024 : Ripley de Steven Zaillian (Apparition épisodes 8)

#### Clips vidéo
- 1987 : Happy together (clip vidéo de la BO de la comédie Making Mr. Right), The Turtles
- 1992 : Walking on Broken Glass (clip vidéo), d'Annie Lennox
- 2015 : Blouson Noir de AaRON
- 2015 : Phenomenal (clip vidéo du rappeur Eminem)

#### Jeux vidéo
- 2014 : Call of Duty: Advanced Warfare : Oz

#### Autres apparitions
- 1989 : Saturday Night Live : hôte (invité musical Anita Baker)
- 1993 : Saturday Night Live : hôte (invité musical Billy Joel)
- 2006 : The Call : le prêtre (trilogie publicitaire pour le compte d'un fabricant de pneus)
- 2006 : Pilots : le maitre d'hôtel (publicité pour les montres IWC)
- 2008 : Saturday Night Live : hôte (invité musical T.I.)
- 2009 : What Else ? : Saint-Pierre (publicité pour Nespresso, avec George Clooney)
- 2010 : Festival international du film de Marrakech (président du jury de la 10e édition)

### Comme réalisateur
- 2002 : Hideous Man (également scénariste)
- 2003 : La Danse de l'oubli (The Dancer Upstairs)

### Comme producteur
- 1988 : Voyageur malgré lui (The Accidental Tourist) de Lawrence Kasdan (producteur délégué)
- 2000 : Somewhere Else de Fanny Jean-Noel (court métrage, producteur délégué)
- 2001 : The Loner de Gregori Viens
- 2002 : Ghost World de Terry Zwigoff
- 2003 : La Danse de l'oubli (The Dancer Upstairs) de John Malkovich
- 2003 : Kill the Poor de Alan Taylor
- 2004 : Rochester, le dernier des libertins de Laurence Dunmore
- 2005 : Art School Confidential de Terry Zwigoff
- 2007 : Drunkboat de Bob Meyer
- 2007 : Juno de Jason Reitman
- 2009 : Which Way Home de Rebecca Cammisa (documentaire)
- 2009 : Good Canary de Patrick Czaplinski (théâtre filmé, également metteur en scène)
- 2010 : Abel de Diego Luna
- 2011 : Young Adult de Jason Reitman
- 2012 : Le Monde de Charlie (The Perks of Being a Wallflower) de Stephen Chbosky
- 2014 : Cesar Chavez de Diego Luna
- 2015 : Demolition de Jean-Marc Vallée

## Distinctions

### Récompenses
- Boston Society of Film Critics Awards 1984 : meilleur acteur dans un second rôle pour La Déchirure et Les Saisons du cœur
- Kansas City Film Critics Circle Awards 1985 : meilleur acteur dans un second rôle pour Les Saisons du cœur
- National Society of Film Critics Awards 1985 : meilleur acteur dans un second rôle pour Les Saisons du cœur et La Déchirure
- National Board of Review Awards 1985 : meilleur acteur dans un second rôle pour Les Saisons du cœur
- Sant Jordi Awards 1989 : meilleur acteur étranger pour Les Liaisons dangereuses
- Festival international du film de Saint-Sébastien 1998 : Donostia Lifetime Achievement Award
- New York Film Critics Circle Awards 1999 : meilleur acteur dans un second rôle pour Dans la peau de John Malkovich
- Festival international du film de Locarno 2005 : Excellence Award
- Molières 2008 : Molière du metteur en scène pour Good Canary
- Independent Spirit Awards 2008 : meilleur film pour Juno (producteur)

### Nominations
- Oscars du cinéma 1985 : meilleur acteur dans un second rôle pour Les Saisons du cœur
- Golden Globes 1986 : meilleur acteur dans un second rôle dans une série, une mini-série ou un téléfilm pour Mort d'un commis voyageur
- Independent Spirit Awards 1992 : meilleur acteur dans un second rôle pour Bienvenue au club
- BAFTA Awards 1994 : meilleur acteur dans un second rôle pour Dans la ligne de mire
- Golden Globes 1994 : meilleur acteur dans un second rôle pour Dans la ligne de mire
- MTV Movie Awards 1994 : meilleur méchant pour Dans la ligne de mire
- Oscars du cinéma 1994 : meilleur acteur dans un second rôle pour Dans la ligne de mire
- Saturn Awards 1994 : meilleur acteur dans un second rôle pour Dans la ligne de mire
- Golden Globes 1995 : meilleur acteur dans un second rôle dans une série, une mini-série ou un téléfilm pour Heart of Darkness
- Screen Actors Guild Awards 1995 : meilleur acteur dans une mini-série ou un téléfilm pour Heart of Darkness
- Primetime Emmy Awards 2000 : meilleur acteur dans un second rôle dans une mini-série ou un téléfilm pour Citizen Welles
- Chicago Film Critics Association Awards 2000 : meilleur acteur dans un second rôle pour Dans la peau de John Malkovich
- Chlotrudis Awards 2000 : meilleur acteur dans un second rôle pour Dans la peau de John Malkovich
- Las Vegas Film Critics Society Awards 2000 : meilleur acteur dans un second rôle pour Dans la peau de John Malkovich
- Online Film Critics Society Awards 2000 : meilleur acteur dans un second rôle pour Dans la peau de John Malkovich
- Screen Actors Guild Awards 2000 : meilleure distribution pour Dans la peau de John Malkovich
- Primetime Emmy Awards 2003 : meilleur acteur dans un second rôle dans une mini-série ou un téléfilm pour Napoléon

## Discographie
- 2015 : Like a Puppet Show

## Voix francophones
En France, Edgar Givry est la voix française régulière de John Malkovich. Il a été occasionnellement doublé par d'autres comédiens tels que Michel Papineschi ou encore Dominique Collignon-Maurin.
Au Québec, il a été régulièrement doublé par Luis de Cespedes. Après la mort de Cespedes, le 22 mai 2013, François Godin lui succède et devient sa voix québécoise.